# Leersia virginica
Espèce
Classification phylogénétique
Leersia virginica est une espèce de plante vivace de la famille des Poaceae. Cette plante à rhizome peut mesurer entre 30 et 100 cm.
Elle est originaire de Virginie mais plus généralement du Sud-Est des États-Unis jusqu'en Floride et du Centre (Missouri).